# Eleonora von Arborea

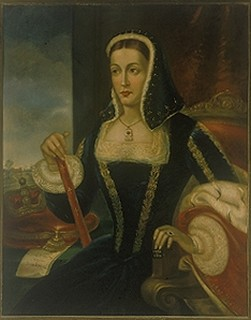
Eleonora von Arborea, Idealporträt aus dem Jahr 1881, gemalt von Antonio Caboni

Eleonora von Arborea (italienisch Eleonora d’Arborea, sardisch Elianora de Arbarèe; * um 1350 in Molins de Rei; † 1404 in Oristano) war in der Periode der sardischen Judikate ab 1383 Herrscherin im Judikat Arborea, das ursprünglich an der Westküste Sardiniens lag (etwa der heutigen Provinz Oristano entsprechend) und durch ihren Vater, den Richter Mariano IV. von Arborea, zwischen 1368 und 1374 auf fast ganz Sardinien ausgedehnt wurde. Lediglich die Städte Cagliari und Alghero standen nicht unter der Kontrolle des Judikats Arborea. Eleonora von Arborea gilt als Volksheldin der Insel.

## Leben
Eleonora war die Tochter von Mariano IV., dem Richter von Arborea. Er verheiratete sie mit Brancaleone Doria (1337–1409), einem genuesischen Adligen, um Allianzen mit seinen Nachbarn zu stärken. Mariano starb 1376 an der Pest, wodurch sein Sohn Ugone III. die Herrschaft übernahm. Im März 1383 wurde er bei einem Aufstand ermordet. Als Thronerbe folgte Eleonoras minderjähriger Sohn Federico (1377–1387). Eleonora besiegte die Rebellen und übernahm die Führung Arboreas für ihren Sohn.

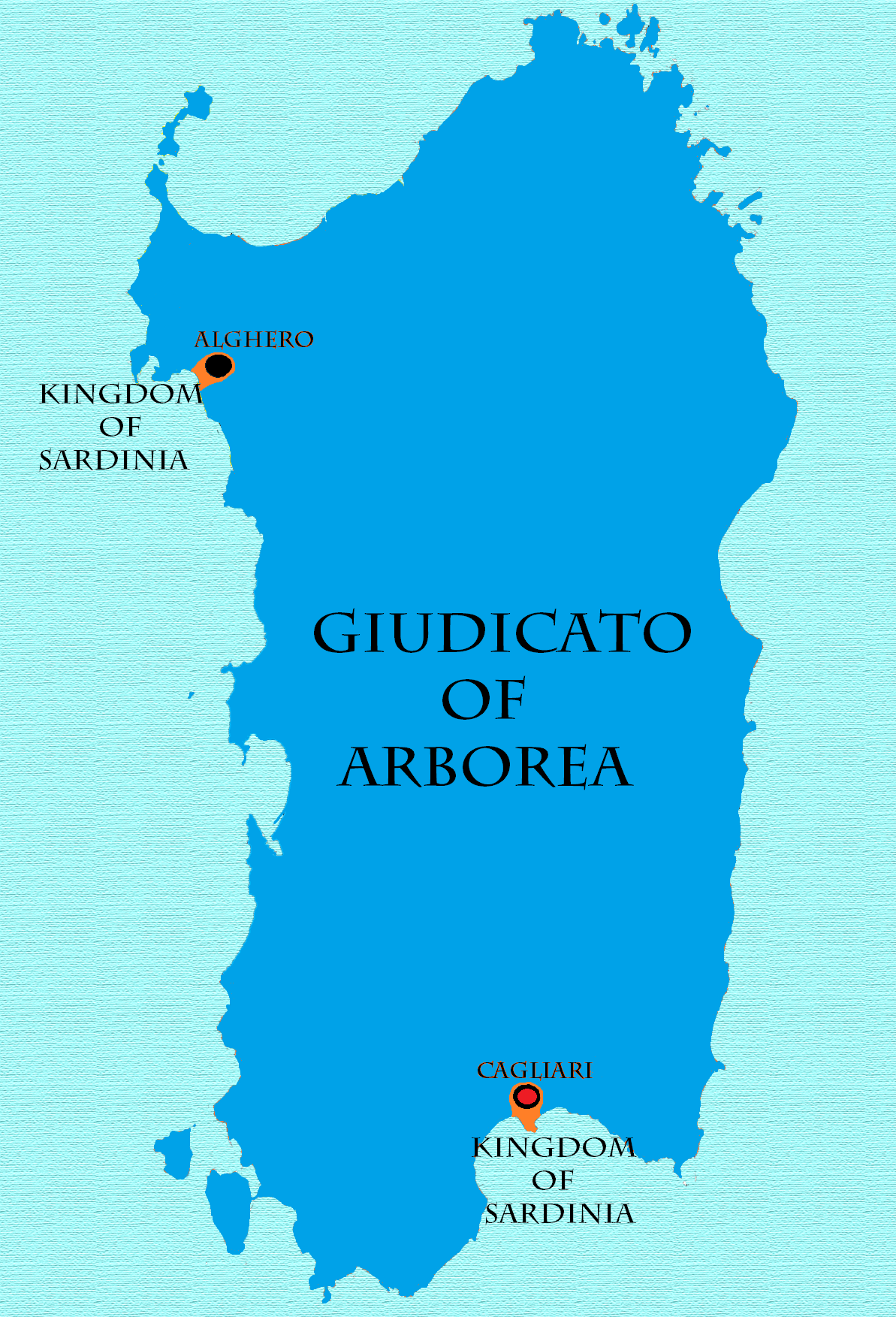
Judikat Arborea 1374–1388 und 1392–1409

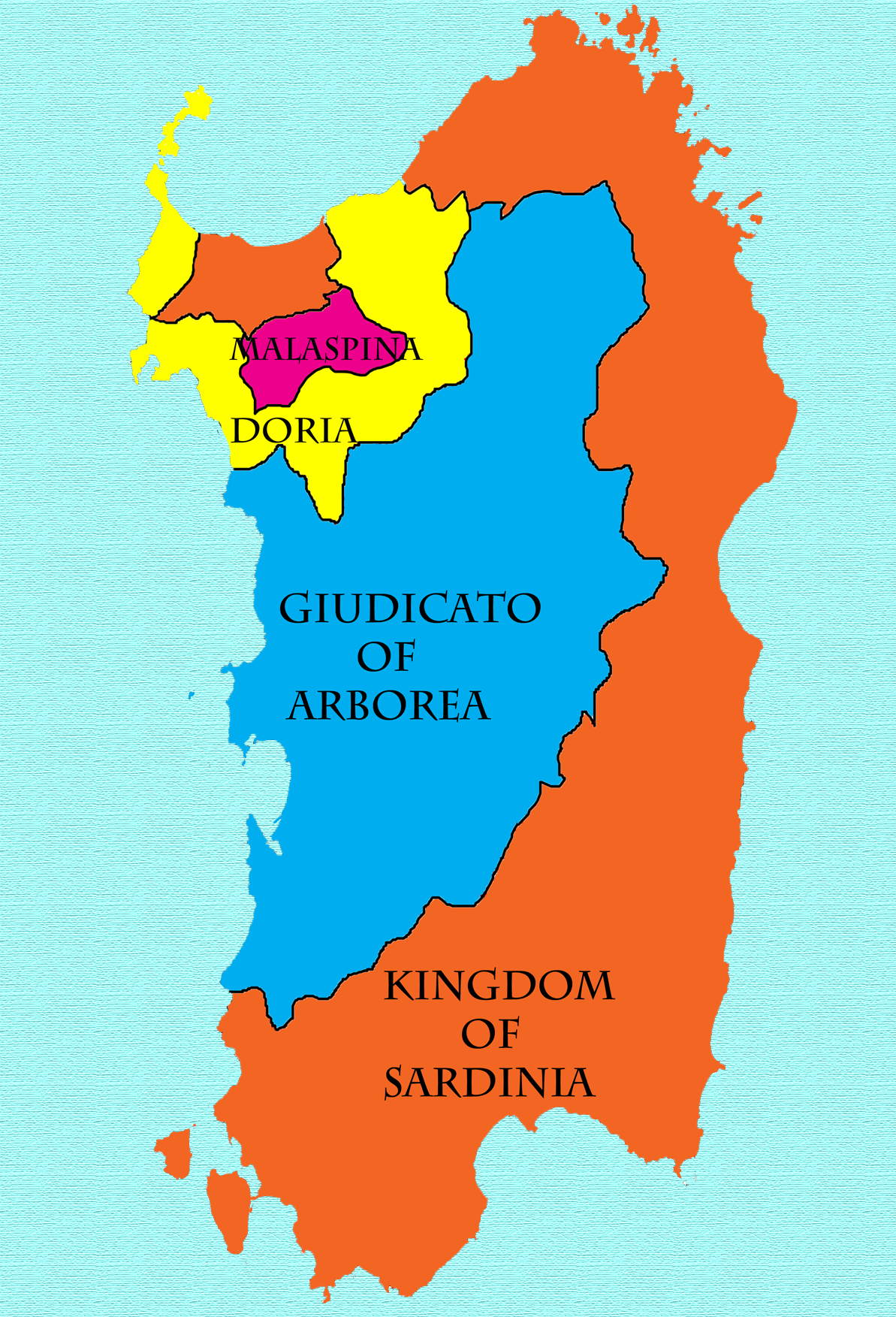
Judikat Arborea um 1324 unter Ugone II.

Von 1383 bis 1387 lag Arborea im Krieg mit Aragón. Federico starb in diesem Krieg, und die Erbfolge ging an Eleonoras zweiten Sohn, Mariano V. (1378/79–1407). Sie schloss 1388 einen Frieden mit Aragón, der mit  finanziellen Belastungen und zahlreichen Gebietsabtretungen verbunden war. Ihr Gemahl Brancaleone Doria, der als Geisel in der aragonesischen Stadt Cagliari im Turm von S. Pancrazio (Torre di San Pancrazio) gefangen gehalten wurde, diente dabei als Druckmittel. Nach dem Krieg gründete Eleonora eine Allianz mit Genua, wodurch Arborea bis 1410 seine Unabhängigkeit behielt. Die im erzwungenen Friedensvertrag von 1388 an Aragón abgetretenen Gebiete wurden durch Brancaleone Doria, der erst zum Jahreswechsel 1389/1390 frei kam, in einem fast ein Jahr andauernden Kampf bis 1392 wieder Arborea angegliedert.
Eleonora entwickelte die Carta de Lógu, einen Kodex, der 1395 in Kraft trat und auf Sardinien bis zur Bildung des italienischen Staates 1861 die Gesetzesgrundlage blieb.
Eleonora spielt für die Ornithologie eine wesentliche Rolle. Als Vogelfreundin war sie die erste, die ein umfassendes Gesetz zum Schutz von Greifvögeln durchsetzte. Der Eleonorenfalke (Falco eleonorae) ist nach ihr benannt.
Als Sardinien in den Jahren 1402/1404 erneut von einer Pestepidemie heimgesucht wurde, gehörte Eleonora von Arborea zu den Opfern der Seuche.